# 津島神社 (下呂市小坂町小坂町)
津島神社（つしまじんじゃ）は、岐阜県下呂市小坂町小坂町（益田郡小坂町大字小坂）にある神社（津島神社）。

## 概要
創立年代は不祥。江戸時代は「牛頭天皇宮」「牛頭天王社」などと称していた。
1871年（明治4年）に村社となる。
1909年（明治42年）に天満神社（字前田）を合祀する。境内社として秋葉神社を創建。
1972年（昭和47年）、国道41号のバイパス建設のため、現在地に移転。幣殿は移築し、本殿と渡殿は新築する。また、旧本殿を境内社の秋葉神社とする。

## 主祭神
- 建速須佐之男命

## 配殿神
- 菅原道真

## 境内社
- 秋葉神社

## 文化財
- 津島神社金蔵獅子 - 下呂市無形文化財（1977年（昭和52年）1月31日指定）[3]。